# JYP
JYP (Jyväskylän palloilijat) és un equip d'hoquei sobre gel de la SM-liiga. Juguen a la ciutat de Jyväskylä, Finlàndia, al Jyväskylän jäähalli.

## Història
El JYP fou fundat l'any 1977 sota el nom de Jyväskylän Pallo. El nom actual de l'equip però és Jyp Jyväskylä Oy. L'any 1985 van obtenir l'ascens a la màxima categoria (SM-liiga) i hi han romàs des de llavors. La temporada 2008-09 fou la millor fins al moment, perquè es proclamaren campions de la competició després de guanyar 4-0 la final del play-off davant el Oulun Kärpät.

## Pavelló

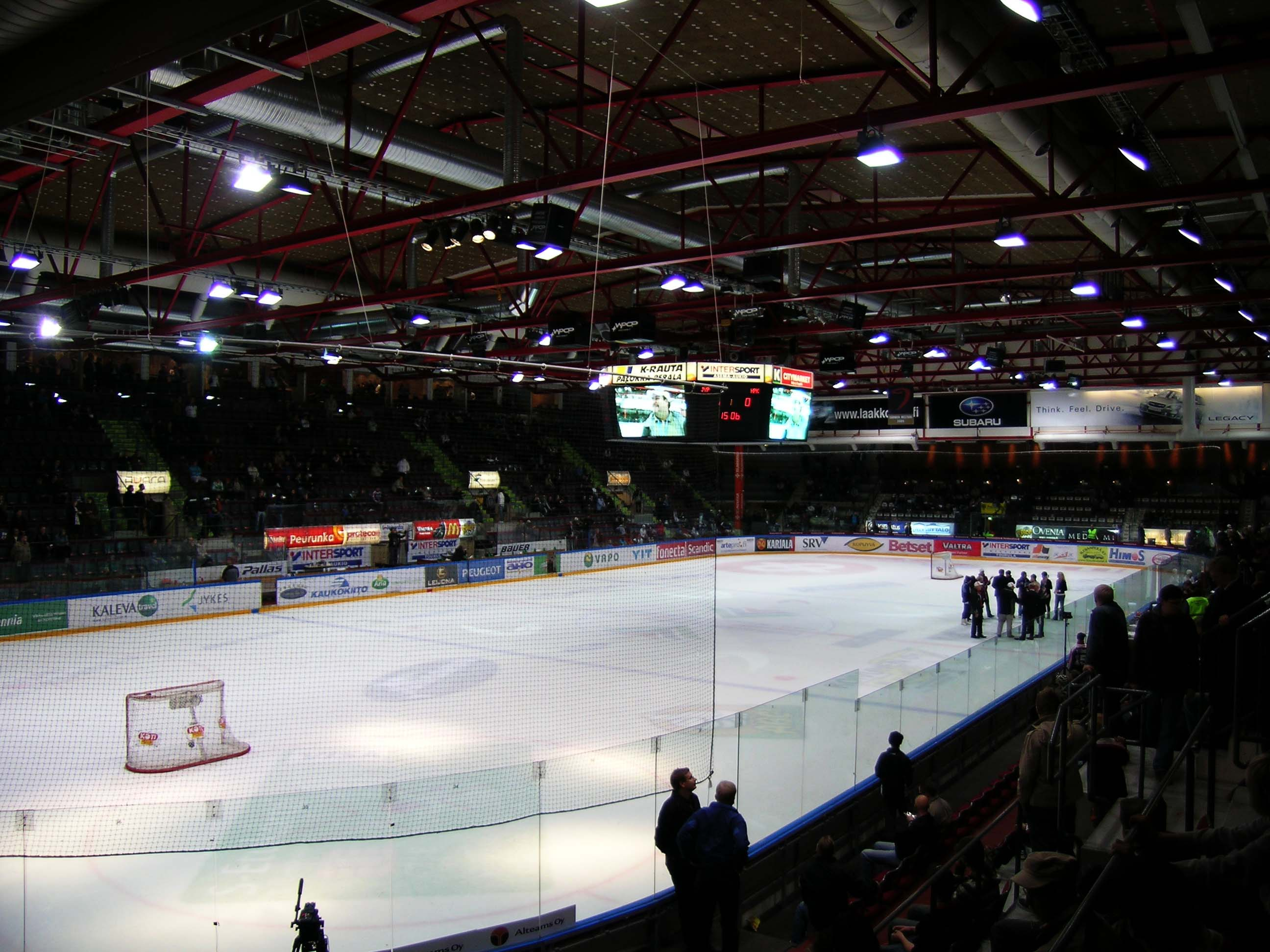
Synergia Arena

El Jyväskylän jäähalli, també conegut com a Synergia Arena, és el recinte on el JYP disputa els seus partits. Va ser inaugurat el 1982 i té capacitat per 4.618 espectadors.

## Números retirats
- #10 Pertti Rastela
- #19 Pentti Mikkilä
- #30 Risto Kurkinen